# Machbet
Le Machbet (hébreu : מחבט, qui signifie « raquette ») est une mise à niveau israélienne du canon antiaérien automatique automoteur M163 Hovet, basé à son tour sur le véhicule blindé de transport de troupes M113. En plus des canons rotatifs M61 Vulcan 20 mm, il est armé de quatre tubes de lancement de missiles sol-air FIM-92 Stinger, Mistral ou Igla qui ont une portée maximale de 4,5 km et un plafond de 8 km. Le Machbet est équipé d'un système de suivi amélioré et peut établir une liaison de données avec un radar externe. Le véhicule transporte 1 800 cartouches de 20 mm et 8 missiles Stinger. Les industries aéronautiques israéliennes (IAI) ont développé le Machbet au milieu des années 1990. Il avait subi des tests dans l'armée israélienne en 1997 et est entré en service opérationnel en 1998 dans l'armée de l'air israélienne. L'IAF prévoyait de convertir tous ses Hovets à la nouvelle configuration Machbet. La plupart des Hovets ont déjà été convertis au Machbet.
La mise à niveau Machbet ajoute une suite améliorée de capacités de suivi automatique des cibles TV et imagerie infrarouge FLIR par rapport au Hovet. Une capacité de coordination et de gestion des tirs au niveau de l'unité est fournie, ainsi qu'une interface avec un radar de surveillance aérienne sectoriel pour l'image des cibles aériennes. Tout cela lui permet d'acquérir plus rapidement des cibles qui approchent, ce qui rend le Machbet plus efficace que son prédécesseur.
Alors que le rôle prévu du Machbet est d'abattre les avions s'approchant à basse altitude, il s'est également avéré utile dans la guerre urbaine et l'appui-feu au sol en général.
Son prix à l'unité serait de 4 millions de $, il est proposé à l'export mais à ce jour aucun pays n'a acquis ce système.